# Bilan carbone
Ne doit pas être confondu avec empreinte carbone.
Vous pouvez aider à l'améliorer ou bien discuter des problèmes sur sa page de discussion.
- Les conventions bibliographiques ne sont pas respectées. La bibliographie et les liens externes sont à corriger. (Marqué depuis juin 2021)
- Sa typographie ne respecte pas les conventions de Wikipédia. Vous pouvez solliciter de l’aide de l’Atelier typographique. (Marqué depuis janvier 2021)
- Il n’est pas rédigé dans un style encyclopédique. (Marqué depuis janvier 2021)

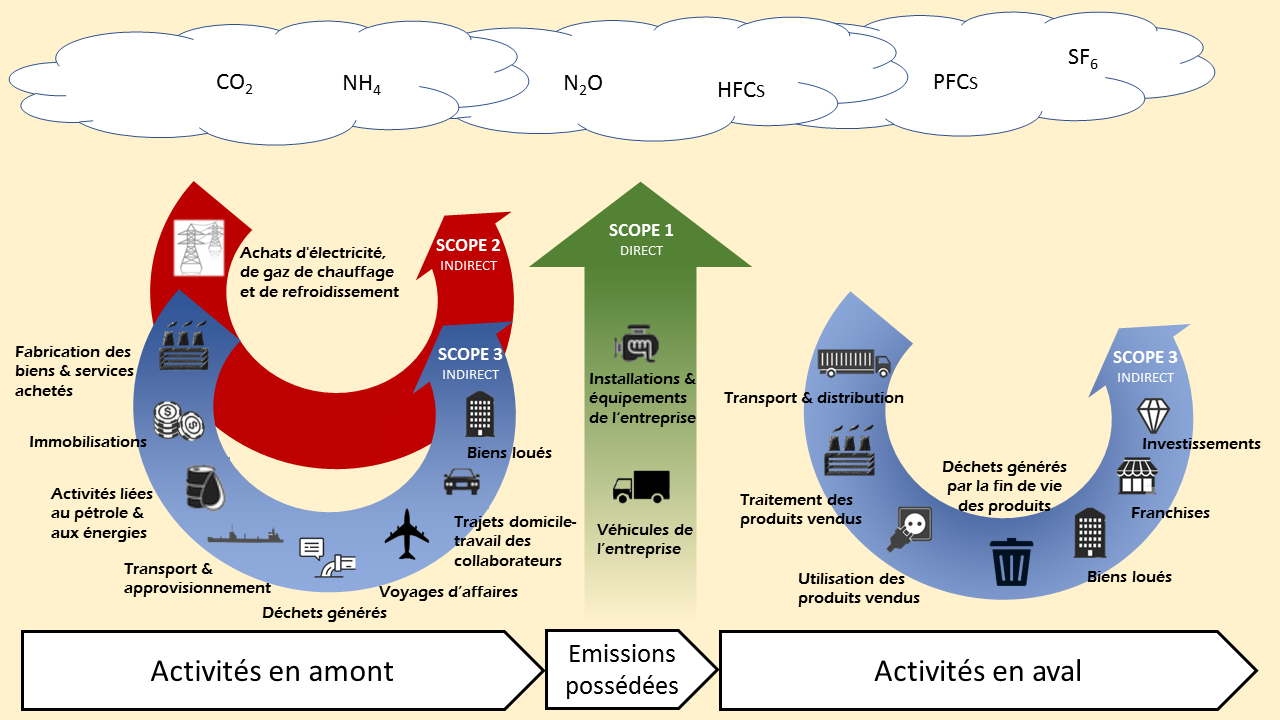
Schéma bilan gaz à effet de serre (bilan carbone) pour entreprise, périmètre (ou scope) avec sources d'émissions de gaz à effet de serre.

Le bilan carbone est un ensemble de méthodes permettant de mesurer et de suivre la quantité de gaz à effet de serre (GES) qu'une organisation (entreprise, administration publique, association...) émet du fait de son activité. Par extension, un bilan carbone peut être calculé pour évaluer les impacts en émission de GES de la fabrication d’un produit, d'un territoire, d’un individu, d’un projet, d’un événement ou d’une filière industrielle. Généralement, six gaz à effet de serre sont inclus dans la comptabilité. En outre, trois niveaux d’impacts sont prévus (scopes), correspondant à des émissions allant des plus directes au plus indirectes.
De nombreux gouvernements dans le monde ont rendu obligatoires de tels reportings pour les organisations, ce qui incite à réduire les émissions. Ces techniques aident également à comprendre les impacts de produits et services spécifiques en quantifiant leurs émissions de GES, par exemple pour des décisions d’achat plus respectueuses de l’environnement.
L'outil est géré et diffusé en France par l'Association pour la transition bas carbone (ABC) et est notamment utilisé dans ce pays pour le calcul du Bilan des émissions de gaz à effet de serre (BEGES). Il a été rendu obligatoire par la loi Grenelle II en 2012 pour certaines structures et cette obligation a été progressivement élargie. Des dispositifs construits sur le même principe et très proches dans leur méthodologie ont été développés puis institués au niveau international ; le protocole GHG et la norme ISO 14064 en sont les principaux.

## Contexte

### Enjeux
Le sixième rapport d'évaluation du GIEC, dont la parution se termine en 2023 et structuré en trois volets, confirme avec certitude un changement climatique d'origine anthropique, dû notamment aux émissions de gaz à effet de serre (GES) croissantes produites par les activités humaines. Ces émissions sont majoritairement dues à la combustion des énergies fossiles que sont le pétrole, le charbon et le gaz fossile. Le deuxième volet du rapport, intitulé « Impacts, adaptation et vulnérabilité », détaille les conséquences du réchauffement climatique sur l'humanité. Parmi celles-ci se trouvent l'augmentation des événements climatiques extrêmes, l'acidification et la hausse du niveau des océans, débouchant eux-mêmes sur une pauvreté et des inégalités accrues, de l'insécurité alimentaire, de la perte de biodiversité et d'écosystèmes, un stress hydrique et un risque de conflits accru, etc.
Afin de répondre à ce défi, l’Accord de Paris, rédigé lors de la 21e Conférence des parties à la convention cadre des Nations Unies sur les changements climatiques (COP21 – CCNUCC), propose de réduire les émissions des sociétés humaines afin de limiter l’élévation des températures à +1,5°C. La France dispose d’une loi relative à la transition énergétique pour la croissance verte visant à réduire son utilisation d’énergies fossiles. Celle-ci identifie deux axes d'actions principaux, la transition vers les énergies à bas carbone et l'amélioration de l'efficacité énergétique. Les organisations (entreprises, collectivités, associations...) sont identifiées comme ayant un rôle à jouer, et de plus en plus de réglementations se mettent en place, en France comme en Europe, pour inciter ou obliger ces dernières à changer leurs pratiques.
La comptabilité carbone est un outil structurant dans la lutte contre le réchauffement climatique. Il s’agit d’identifier les sources d’émissions de GES afin de pouvoir les réduire. Une fois les émissions connues, une organisation peut ou doit les déclarer (reporting) et bâtir un plan de transition adapté. Les actions détaillées dans ce plan de transition peuvent suivre deux approches complémentaires : l’atténuation (réduction des émissions) et l’adaptation (préparation aux impacts du changement climatique).

### Historique
La comptabilité carbone émerge à partir de 1995 avec la Convention-cadre des Nations unies sur les changements climatiques puis le protocole de Kyoto. Plusieurs méthodes de comptabilité carbone vont alors voir le jour. C'est le cas du Greenhouse Gas Protocol en 2001 puis de la norme ISO 14064 en 2006.
En France, la méthode Bilan Carbone est créée en 2004 à l'initiative de l'ADEME et de Jean-Marc Jancovici. Les lois Grenelle I (2008) et Grenelle II (2010) rendent obligatoire la réalisation d'un bilan des émissions de gaz à effet de serre (BEGES) pour les plus grosses entreprises, les collectivités territoriales et les établissements publics. En 2011, l'ADEME et l'Association des Professionnels Conseil Climat (APCC) créent l'ABC dans le but de poursuivre le développement de la méthode Bilan Carbone ainsi que le maintien, l'amélioration et l'animation des outils et formations associés. La version 8 de cette méthode est publiée en 2018. Celle-ci approfondit différents points de la démarche, et fait le lien avec d'autres initiatives qui se développent, comme la Science Based Targets initiative ou les méthodes ACT.

## Principe et finalités
Le principe du Bilan Carbone est de quantifier de manière exhaustive toutes les émissions de GES induites par une organisation pour pouvoir mieux cibler les actions de réduction à entreprendre, créer un plan de transition, et appliquer celui-ci. Le Bilan Carbone prend en compte les six gaz ou familles de gaz désignés par le protocole de Kyoto (le dioxyde de carbone ou CO2, le méthane, le protoxyde d'azote, les hydrofluorocarbures, les perfluorocarbures et l'hexafluorure de soufre) ainsi que le trifluorure d'azote. La méthode recommande également de prendre en compte la vapeur d'eau, notamment pour les activités de transport aérien,.
Le but de cette démarche est d'estimer, de suivre et de réduire la quantité de gaz à effet de serre (GES) émis par une organisation. Le principe d’action qui en découle veut que les organisations définissent un niveau de référence pour leurs émissions, fixent des objectifs de réduction de ces émissions et effectuent un suivi des progrès réalisés dans ce sens. Disposer d’une méthode formalisée leur permet de le faire de manière plus cohérente et plus transparente. La méthode peut également être utilisée pour quantifier les émissions de GES de certains projets ou d'actions visant à réduire les émissions. La philosophie du Bilan Carbone n'est en aucun cas de produire un jugement moral sur le résultat obtenu, mais au contraire de se servir de ces données comme d'un point de départ pour imaginer une démarche de transition globale pour l'organisation. Il est important de renouveler la démarche de manière régulière, ce qui permet un suivi des émissions et de la mise en œuvre du plan de transition.
Les entreprises, les collectivités territoriales et d'autres organisations ont recours à cette méthode pour contribuer à limiter le changement climatique et/ou par obligation réglementaire. En France, les entreprises de plus de 500 personnes et les administrations ont obligation de réaliser leur BEGES et un plan d’action volontaire visant à réduire leurs émissions tous les trois ou quatre ans. Ce BEGES porte sur les émissions directes de GES, les émissions indirectes liées à la consommation d’électricité, de chaleur ou de vapeur, et toutes les autres émissions indirectes liées au transport, aux produits achetés, aux produits vendus, etc. Les émissions qui doivent être déclarées sont les émissions directes, les émissions indirectes liées à la consommation d’électricité, de chaleur ou de vapeur, et les autres émissions indirectes significatives pour les organisations soumises à la DPEF.
En France, les bilans (BEGES) des entreprises sont accessibles sur le site de l’ADEME. Le journal Le Monde note toutefois que « 65 % des 4 970 organisations soumises à cette obligation ne l’ont pas fait » pour l’année 2021. Cela vaut pour de grands groupes comme Dassault Systèmes, Leclerc, Eiffage, Vivendi. L’État n'a appliqué aucune sanction à ce sujet. D'autres sources d'information que l’ADEME visent les émissions des entreprises françaises, dont Carbone 4, qui publie chaque année un classement des 250 plus grandes entreprises françaises en fonction de leurs émissions.

### Modalités de mesure
Les sept gaz pris en compte sont les gaz identifiés par le GIEC comme ayant un effet de serre direct (en sus de la vapeur d'eau). Les quantités émises sont dans un premier temps évaluées, puis dans un deuxième temps, converties en tonnes équivalent de CO2 ( tCO2e) en fonction de leur pouvoir de réchauffement global (PRG). Le CO2, gaz le plus répandu, sert de référence ; les six autres gaz intervenant dans le bilan sont convertis en équivalent carbone selon leur impact respectif, et le résultat cumule est exprimé en tonnes équivalent CO2. Les PRG sont évalués sur une durée de 100 ans. Ils tiennent compte de l’impact plus ou moins important des différents GES sur le climat.
Il demeure cependant plusieurs possibilités de mesure, intégrant de plus en plus des émissions non directes. Pour répondre à cette difficulté, une répartition en trois SCOPES des sources d’émission de GES a été prévue. Le SCOPE 1 recense les émissions directes de GES des installations fixes ou mobiles détenues ou contrôlées par l’organisation (combustion d’énergies fossiles des véhicules de l’entreprise, émissions des ruminants, fuites de fluides frigorigènes, fertilisation azotée, …). Le SCOPE 2 tient compte des émissions indirectes de GES induites par l’achat ou la production d’électricité, de chaleur et de vapeur. Enfin, le SCOPE 3 prend en compte toutes les autres sources d’émissions indirectes de GES de la chaîne logistique étendue au transport des biens et des personnes. Les trois Scopes sont nécessaires pour une évaluation complète des émissions de GES d'une organisation, car ils couvrent à la fois les émissions directes et indirectes associées à ses activités. Le scope 3 est le plus complexe à évaluer; or ces émissions peuvent être plusieurs fois supérieures aux émissions des scope 1 et 2, parce que des émissions liées à des sources amont et aval peuvent aller plus ou moins en profondeur, ce qui influence les estimations finales,.

### Bilan carbone et empreinte écologique
La comptabilité carbone et le Bilan carbone se distinguent de l'empreinte écologique en ce qu'elle ne concerne que l'impact sur le climat des gaz à effet de serre, et non les impacts directs sur l'environnement.

### Bilan et neutralité carbone
La comptabilité carbone n'est pas nécessairement associée à un objectif de neutralité carbone, notion qui fait l'objet de débats, l'objectif premier du Bilan carbone étant de pousser à une modification des habitudes et aux investissements structurants pour l'avenir.

## Évaluations sur un territoire
La mesure est complexe pour les collectivités locales, qui font face à une multiplicité d'acteurs sur leur territoire. Les mesures à l’échelle locale sont rarement disponibles, dès lors les calculs se fondent sur l’agrégation d’estimations et de valeurs moyennes (liées à l’alimentation, à l’habitat, au modes de mobilité, ...) parfois non disponibles au niveau régional, donc transposées du national, puis convertie selon des facteurs d’émissions. De plus, les chiffres officiels ne prennent en compte que les émissions produites sur le territoire, mais pas les flux de GES. Les mesures ont été pensées et normalisées d’abord pour une entreprise.
À l'échelle plus globale des États, le Bilan Carbone affiché pour un territoire doit être relativisé. Selon la fondation de recherche Carnegie Institution of Washington, qui a étudié les émissions de CO2 liées à la consommation, les émissions liées aux échanges de produits manufacturés entre pays devraient prendre en compte le carbone « importé », i.e. associé à des produits importés. On estime que 23 % des émissions de CO2 liées à la consommation de biens dans les pays développés ont été rejetées dans un pays exportateur (Chine, Inde, ...). Symétriquement, 22,5 % des émissions chinoises sont liées à de la production destinée à l'exportation.

## En France
En France, le « Bilan Carbone » désigne un ensemble de méthodes diffusé initialement par l'Agence de l'environnement et de la maîtrise de l'énergie (ADEME), qui en a fait une marque déposée. Depuis octobre 2011, le Bilan Carbone a été transféré à l'Association Bilan Carbone (aujourd'hui Association pour la transition Bas Carbone, ABC), créée dans ce but en juillet 2011 et qui entend le compléter d'une approche stratégique de la mesure des émissions de gaz à effet de serre et l'établir comme un référentiel international. Le Bilan Carbone permet une évaluation assez précise des émissions directes ou induites par une activité (économique ou non) ou un territoire. Il est régulièrement mis à jour et est personnalisable si nécessaire.
Le « Bilan Carbone » est donc un outil permettant de tenir une comptabilité carbone, selon des règles qui sont publiques. Le guide méthodologique et le guide des facteurs d'émission sont téléchargeables sur le site de l'Association pour la transition Bas Carbone et compatibles avec les normes déjà en vigueur (ISO 14064 notamment).

## Autres normes et outils de communication de données
Deux cadres internationaux portant sur la comptabilité carbone ont acquis une importante notoriété. Il s’agit d’abord de la norme ISO 14064, publiée en 2006 et révisée en 2018 sur la publication des chiffres des émissions et les initiatives de réduction des organismes (partie 1), des projets (partie 2) et des produits (partie 3). Le second correspond à une initiative privée, le Greenhouse Gas Protocol (GHG). Parmi les financeurs du projet on compte le Bezos Earth Fund, le Climate Finance Fund, Google, Meta, Amazon et Ikea. Ses principes méthodologiques sont inspirés de ceux du Bilan Carbone de l'ABC. C’est le protocole d’évaluation le plus utilisé au niveau mondial. Le GHG a été porté par le World Business Council for Sustainable Development (WBCSD) coalition de 190 compagnies associées pour le développement durable et la contribution technique du World Resources Institute (WRI).
Les principales différences entre le Greenhouse Gas Protocol et le Bilan carbone concernent la prise en compte de certaines émissions indirectes, l'exhaustivité du périmètre, le calcul de l'amortissement des bien immobilisés, le caractère obligatoire du plan d'action, la présentation des résultats, la prise en compte des investissements[source secondaire souhaitée].
En outre, La norme ISO 14064 s’appuie directement sur le protocole GHG.
Il y a par ailleurs des initiatives internationales pour pousser les entreprises à publier des données, comme le Carbon Disclosure Projet (CDP) et l'Institutional Investors Group on Climate Change (IIGCC).

## Liens avec d'autres diagnostics/bilans
On confond parfois le bilan carbone ou la comptabilité carbone avec d'autres concepts, tels que l« effet de serre » ; la « performance énergétique ».

## Démarches par pays

### France

#### Obligations
C’est l'article 26 du texte de la loi Grenelle II qui a rendu obligatoire et cadre un première fois les obligations légales en matière de bilan carbone, ce dès 2010.
Le code de l’environnement rend actuellement obligatoire l’établissement d’un BEGES (bilan des gaz à effet de serre) tous les trois ans pour :
- les services de l’État ;
- les collectivités territoriales de plus de 50 000 habitants ;
- les établissements publics et autres personnes morales de droit public de plus 250 agents[31].

Pour ce qui concerne les entreprises, ce sont les personnes morales de droit privé employant plus de 500 personnes en métropole et 250 personnes en outre-mer qui sont astreintes à cette obligation, avec une périodicité de quatre ans.
En 2023, c’est toujours la méthodologie du bilan carbone de l’ADEME de 2004 qui s’applique. Les structures contraintes à réaliser ces bilans sont en outre astreintes à une obligation de publication de leur bilan, ceci en vue de rendre possible une politique de réduction.
La France propose en outre un label Bas Carbone depuis 2018.

#### Particuliers
L’ADEME propose en outre à destination des particulier une méthodologie pour évaluer le bilan carbone individuel, le bilan carbone personnel qui existe depuis 2007. Les paramètres pris en compte sont l’ alimentation, les transports, le logement, mais aussi l’usage des services publics et l’empreinte liée au numérique.
En 2010, l'ADEME et la Fondation Nicolas Hulot ont développé l'application « Coach Carbone » qui a disparu en 2018. En décembre 2020, l'ADEME et l'ABC lancent le simulateur « Nos Gestes Climat ».

### Royaume-Uni
Avec le Carbon Trust (en), la recherche d'un « étiquetage carbone » s'est développée avec le soutien notable de Tesco. Depuis début mars 2010 dans le cadre d'une approche "Smart packaging" qui poursuit le projet "Courtauld Commitment" dans sa phase 2 soutenu par le WRAP, les industriels de l'agro-alimentaire britannique (Asda, Nestlé, Morrisons, Tesco, Sainsbury's, Unilever, Danone, etc.) se sont engagés à baisser le bilan carbone de leurs emballages de 10 % d'ici 2012 en vue de réduire le coût des aliments et surtout du gaspillage. La réduction du poids, l'augmentation du taux de recyclage par le choix de matériaux adaptés font partie des pistes recherchées.
Le Carbon Trust propose également une grille de méthodes de calcul de l'empreinte carbone.
Outre une méthode générale, des méthodes particulières sont proposées suivant certains types d'activité (utilisation d'un véhicule, voyage d'affaires...) et sur la base de certaines factures (gaz et électricité).

### États-Unis
La démarche est partagée avec le Carbon Trust britannique, puisque les paramètres de calcul ont conjugué les efforts de la Direction des affaires environnementales, sanitaires et rurales britannique (DEFRA ou Department for Environment, Food and Rural Affairs) et de l'Agence de la protection de l'environnement (Environmental Protection Agency) américaine.
L'EPA propose aux citoyens américains une comptabilité carbone individuelle avec un calculateur d'émissions personnelles, et de nombreux retours d'expérience de méthodes utilisées par des majors américaines case studies.

## Les principaux acteurs internationaux du bilan carbone
- CarbonChain : outil britannique de comptabilité carbone pour les chaînes d’approvisionnement industrielles, scopes 1–3[41].

- Climatiq : start‑up berlinoise dont l’API intègre un moteur de calcul visant à ajouter des données d’émissions aux logiciels existants[42].

- Greenly : start‑up française[43] en mode SaaS qui calcule l’empreinte carbone des entreprises à partir des données financières[44],[45].

- Normative : éditeur suédois d’un moteur de comptabilité carbone, proposant notamment un calculateur d'émissions directes et indirectes pour les PME[46].

- Persefoni : start‑up américaine[47] fournissant un logiciel et des outils d’IA pour le calcul d'empreinte carbone[48].

- Plan A : start‑up berlinoise qui offre une plateforme pour calculer les émissions des scopes 1–3 des entreprises[49].

- Sweep : entreprise française qui propose une plateforme de gestion des données carbone à grande échelle, permettant de modéliser, réduire et piloter les émissions sur l’ensemble des scopes[50].

- Vaayu : start‑up allemande qui calcule l’empreinte carbone des produits pour le commerce de détail[51],[52].

- Watershed : start‑up américaine[53] dont la plateforme fournit un moteur pour mesurer l'empreinte carbone des entreprises[54].

## Controverses
Les start‑ups de comptabilité carbone sont critiquées pour le manque de normes harmonisées et de fiabilité des données (erreurs de classification, facteurs d’émission génériques),, ce qui alimente les risques de greenwashing et de déclarations environnementales trompeuses. Elles font aussi face à des critiques sur le manque de transparence et l’absence de vérification indépendante de leurs calculs.